# ニール・ロビンソン
ニール・ロビンソン (英: Neil Robinson 、1962年7月29日 - 1986年9月13日 ) は、イギリスの北アイルランド・アントリム県カリーバッキー出身のモーターサイクル・ロードレーサー。

## 経歴
1983年、イギリス選手権250ccにヤマハ・RD250で参戦、20歳にしてシリーズを制覇し、イギリス二輪レース界にその名が知られる。兄のドニーもレースに参戦していたが、ザルツブルクリンクレース中の負傷でレーサーをあきらめ、ニールに夢を託していた。
1984年のロードレース世界選手権GP125ccクラスに、戦闘力の面で非力ではあったがMBAのマシンでデビューする機会を得ると、オランダGPで9位入賞しポイントを獲得した。1985年はプライベーターとして市販レーサーRGB500を購入しWGP500に挑戦したが、イタリアGPの1周目に転倒して足首を骨折してしまった。しかし数戦の欠場から復帰し、8月のイギリスGPでは土砂降りとなったシルバーストン・サーキットで9位に入賞する。この年は純プライベーターのため参戦資金が厳しかった。このため、翌年は資金面でWGPより参戦がしやすいTTフォーミュラ選手権へスズキ・GSX750を購入してレースを続けることになった。
1986年、中古車販売メーカーからのスポンサードを取り付け、スズキGSXを購入。同年6月のマン島TTレースでTT-F1、プロダクションB、シニアTTの3クラスに出場。ここでの走りがスズキレーシングGBのレックス・ホワイトの目に留まり、TT-F1世界選手権に参戦中のスコールバンディット・スズキの一員としてスポット参戦するオファーをロビンソンに出す。これを快諾したロビンソンは、オランダ・アッセンで開催されたTT-F1でジョイ・ダンロップやケビン・シュワンツとトップ争いを展開。結果はチェーンが切れてしまうトラブルが発生したため残せなかったが、次戦ヘレスでは3位表彰台を獲得、評価を決定づけた。ロードレース世界選手権 (WGP/現MotoGP)への復帰参戦が一番の希望であったが、翌1987年に向けてニューマシンRGV-Γ500の完成間近であり、ワークス参戦を復活させるスズキと契約するのはケビン・シュワンツかロビンソンになるだろうとイギリスメディアで将来を嘱望されていた。
しかし、1986年9月、イングランド北部のスカボローにあるオリバーズ・マウント・サーキットでのTTフォーミュラレース予選ラップ6周目にリヤタイヤを滑らせ、上り坂のクワリー・ヒルズセクションで転倒し路面に頭を痛打。コースオフしたあと深い草と木々に向かっていきクラッシュした。彼は頭部を負傷し、脚を骨折していた。王立病院に搬送されたが、同日夕方に息を引き取った。24歳没。
イギリス及びアイルランドレース界ではロビンソンの死を悼むとともに彼の名前を伝え残すため、「ニール・ロビンソン・トロフィー」という賞を作り、ミニバイク選手権を制覇した若いライダーに授与することになった。
その後、兄・ドニーは自身のレース参戦を再開した。しかし、1999年に125ccマシンで参戦したNorth West200レースでの雨天練習走行中にクラッシュし、43歳で亡くなった。

## レース戦歴

### ロードレース世界選手権
- 凡例
- ボールド体のレースはポールポジション、イタリック体のレースはファステストラップを記録。

| 年   | チーム            | クラス | マシン         | 1       | 2       | 3       | 4       | 5       | 6       | 7       | 8      | 9       | 10    | 11      | 12    | 順位 | ポイント |
| ---- | ----------------- | ------ | -------------- | ------- | ------- | ------- | ------- | ------- | ------- | ------- | ------ | ------- | ----- | ------- | ----- | ---- | -------- |
| 1984 |                   | 125cc  | MBA・125       | ITA Ret | SPA Ret | GER Ret | FRA DNQ | NED 9   | GBR Ret | SWE     | RSM 14 |         |       |         |       | 22位 | 2        |
| 1985 | Jim Finlay Racing | 500cc  | スズキ・RGB500 | RSA -   | SPA Ret | GER 12  | ITA Ret | AUT Inj | YUG Inj | NED Inj | BEL 24 | FRA Ret | GBR 9 | SWE DNS | RSM - | 23位 | 2        |

### 鈴鹿8時間耐久ロードレース
| 年     | 車番 | チーム                | ペアライダー | マシン                           | 予選順位 | 決勝順位   | 周回数 |
| ------ | ---- | --------------------- | ------------ | -------------------------------- | -------- | ---------- | ------ |
| 1984年 | 25   | 大友レーシング        | 松本憲明     | ホンダ・CBX750                   | 21位     | Ret (44位) | 100    |
| 1986年 | 22   | HIGH LAND SPORTS CLUB | 高島邦男     | ニコ・バッカー・スズキ・GSX-R750 | DNS      | -          | -      |